# Hemiphyllodactylus ngwelwini
Hemiphyllodactylus ngwelwini — вид ящірок з родини геконових (Gekkonidae). Відкритий у 2020 році.

## Назва
Вид названо на честь Нгве Луїна, керівника програми Fauna and Flora International in Myanmar, який з 2017 року сприяв польовій роботі дослідників, що відкрили цей вид.

## Поширення
Ендемік М'янми. Поширений в лісах Шанського нагір'я на сході країни.

## Опис
Невелика ящірка, завдовжки до 40 мм.